# Thomas Girtin

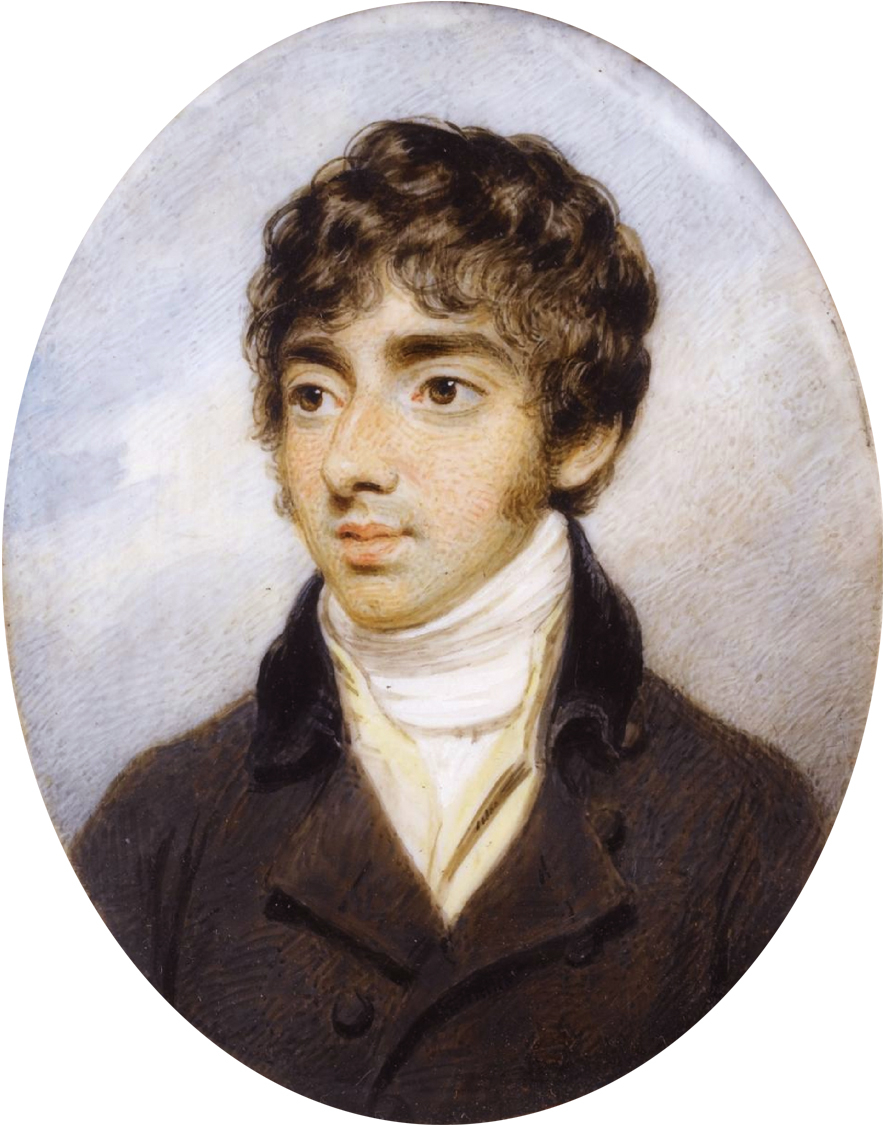
Thomas Girtin, av Henry Edridge.

Thomas Girtin, född den 18 februari 1775 i Southwark, London, död den 9 november 1802 i London, var en engelsk akvarellmålare och etsare.

## Biografi
Girtin lärde sig teckning som pojke under ledning av Thomas Malton och gick sedan i lära till topografisk akvarellist hos Edward Dayes. Han tros ha arbetat sin sjuårs läroperiod hos denne även om det finns obekräftade rapporter om oeningheter mellan mästaren och lärlingen.
Under ungdomsåren blev Girtin vän med William Turner och de började måla akvareller, och han verk visades på Royal Academy från 1794. Hans arkitektoniska och typografiska teckningar och ritningar gav honom god uppmärksamhet och han fick erkännande för att ha skapat den romantiska akvarellmålningen.
Under våren och sommaren 1802 producerade Girtin ett panorama av London, ”Eidometropolis”, 18 m hög och 108 m i omkrets, som framgångsrikt ställdes ut samma år. Verket uppmärksammades för dess naturalistiska behandling av städernas ljus och atmosfär.

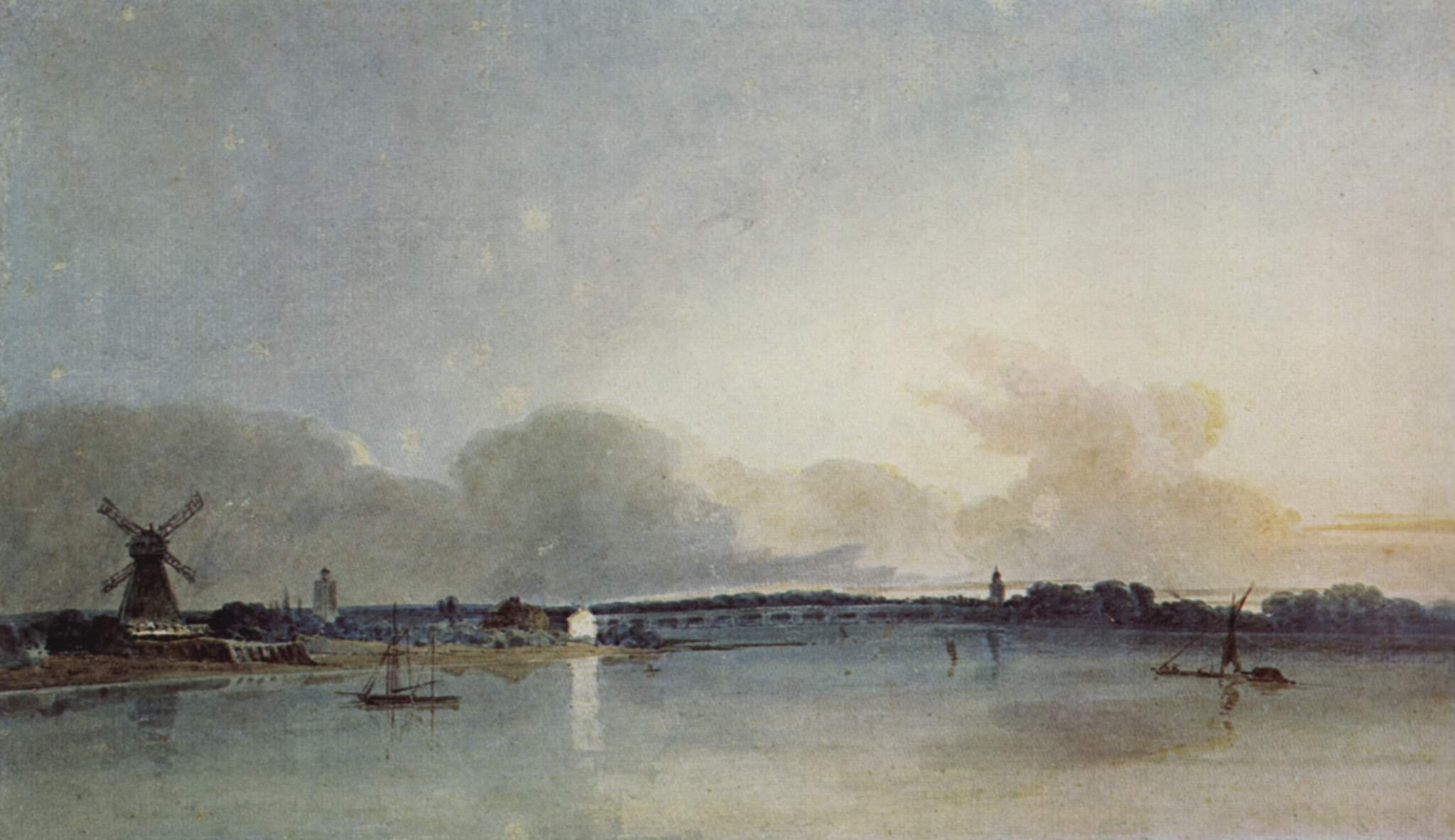
Vita huset i Chelsea (1800, akvarell på papper).

Girtins tidiga landskapsmålningar är besläktade med 1700-talets typografiska skisser, men mot slutet av sin karriär utvecklade han en djärvare och rymligare romantisk stil som hade ett bestående inflytande på engelsk målning. Hans stämningsmättade och koloristiskt livfulla landskap fick stor betydelse för akvarell- och landskapskonstens utveckling under 1800-talet. Inte minst påverkade han John Constable och Willian Turner.
Samlingar av Girtins verk finns bl. a. på British Museum och på Victoria and Albert Museum i London.